# Protankyra aculeata
Protankyra aculeata is een zeekomkommer uit de familie Synaptidae.
De wetenschappelijke naam van de soort werd in 1886 gepubliceerd door Johan Hjalmar Théel.